# Silvain Reiner
 (mai 2010).
Si vous disposez d'ouvrages ou d'articles de référence ou si vous connaissez des sites web de qualité traitant du thème abordé ici, merci de compléter l'article en donnant les références utiles à sa vérifiabilité et en les liant à la section « Notes et références ».
Pour les articles homonymes, voir Reiner.
Silvain Reiner, né le 23 février 1921 à Bucarest et mort le 1er juillet 2001 à Suresnes, est un écrivain français d'origine roumaine.

## Biographie

### Enfance avant-guerre
Silvain Reiner est né à Bucarest dans une famille juive originaire de Transylvanie. Son père Lipe Reiner est né le 10 septembre 1896 à Bârlad. Sa mère, Fanny Reiner (née Tetelbaum), est née le 22 février 1899 aussi  à Bârlad. La famille tient un magasin de jouets dans le centre de Bucarest jusqu'à la fin des années 1920. Sa petite sœur, Cécile, naît à Bucarest le 3 mai 1927.
La crise économique de 1929 et l'instabilité politique qui secoue la région est la cause de l'émigration de la famille Reiner vers la France, qui est alors perçue comme une terre d'accueil et de possibles d'opportunités économiques. La famille Reiner comme des milliers d'Ashkénazes s'installe dans le quartier du Marais à Paris, et vit au 235 rue Saint-Martin dans le 3e arrondissement
Avant-guerre, adolescent encore, il tient la rubrique du cœur d'un célèbre magazine féminin.

### Guerre
À la fin du printemps 1940, la famille Reiner est jetée sur les routes de l'exode. Le père de Silvain décide de ramener sa famille à Paris, devant les dangers des routes pilonnées par les raids de l'aviation allemande qui s'en prend aussi aux civils. Au terme d'une altercation avec son père, sa famille rentre à Paris, alors que Silvain continue seul sa route. La police française arrête ses parents et sa sœur, qui sont déportés par le Convoi No. 38 en date du 28 septembre 1942 de Drancy vers Auschwitz. Leurs noms sont inscrits au mémorial de la Shoah, rue Geoffroy l'Asnier à Paris dans le 4e arrondissement.
Il se retrouve a Brive-la-Gaillarde. À la suite d'un long périple, Silvain Reiner parvient à rejoindre la Suisse où il est interné dans un camp de réfugiés de la Croix-Rouge. Il y passe le restant de la guerre. À la Libération, Silvain rentre à Paris. Longtemps il se rend quotidiennement à l'Hôtel Lutétia où reviennent les déportés. Jusqu'au jour où il a la confirmation que sa famille est morte à Auschwitz.

### Après-guerre
Reiner pratique plusieurs petits métiers : balayeur, plongeur dans des restaurants, manutentionnaire.
Il fait la connaissance de Joseph Kessel. Celui-ci le prend sous son aile. Cette relation sera l'objet d'un des livres de Silvain, Mes Saisons avec Kessel. Silvain partage également l'amitié quasi fraternelle de Maurice Druon. Ce soutien familial le sauve et lui permet de refaire surface. Il va au début des années 1950 publier son premier roman.
Il fait également la connaissance de Anne-Marie Vry (1925-1995) au milieu des années 1950, qui deviendra sa femme. Ils ont deux fils, Hervé (né en 1956) et Hugues (né en 1960) qui devient chef d'orchestre.

### Carrière
Silvain Reiner publie de nombreux livres chez de grands éditeurs : Gallimard, Albin Michel... France Loisirs reprendra certains de ses titres dans son catalogue, qui connaîtront ainsi une diffusion très importante.
Romans et biographies sont les genres que cultive celui qui écrit aussi des articles, comme pigiste notamment pour L'Arche et pour Paris Match.
Silvain obtient le Grand Prix du Roman de la Société des gens de lettres.
Sa carrière est accompagnée des habituelles rivalités littéraires. Plus encore, sa biographie sur André Citroën rencontre l'opposition de la famille de l'industriel, dont son travail révèle certaines faces cachées. Le livre d'abord interdit sera finalement publié.
La douleur de sa famille perdue le hante. À partir des années 1970, il va connaître des périodes de traversée du désert. S'il connaît des difficultés sociales et personnelles, il a en revanche la joie de voir son dernier fils devenir chef d'orchestre et chef de chœur.
Il écrit et publie jusqu'à la fin de sa vie en 2001. Certains manuscrits demeurent inédits, de même que ses carnets quotidiens depuis la fin de la guerre.
Il repose au cimetière de Neuilly-sur-Seine avec sa femme. Leur tombe a cette particularité très moderne de combiner la croix  catholique et l'étoile de David. Il ne semble pas que ni l'un ni l'autre aient été très religieux.

## Accueil critique

### L'affaire deEt la terre sera pure
En 1969 paraît un livre de Silvain Reiner sur les expériences médicales du IIIe Reich, Et la terre sera pure. En 1980, Pierre Vidal-Naquet, stigmatisant « une sous-littérature qui représente une forme proprement immonde d'appel à la consommation et au sadisme », ajoutait : « J'ai moi-même dénoncé en son temps une des plus infâmes de ces falsifications, Et la terre sera pure de Silvain Reiner (Fayard, 1969; voir Le Nouvel Observateur du 8 décembre 1969) et contribué avec Roger Errera, à faire saisir ce livre pour contrefaçon de Médecin à Auschwitz de M. Nyiszli. »
Les Éditions de l'Archipel ont cependant publié en 1997 une seconde édition, revue et augmentée, de ce livre.

## Ouvrages
- La tragédie d'André Citroën, Amiot-Dumont, 1954
- Et la terre sera pure. Les expériences médicales du IIIe Reich : L'engrenage de la barbarie, Fayard., 1969. seconde édition, revue et augmentée. Éditions de l'Archipel, 1997[4].
- Marilyn Monroe. Les Signes du destin[5], 1969
- Eva Peron. Une biographie, Archipel, 1997
- Piaf, le livre d'Edith, Archipel, 1999